# Samantha Navarro
Samantha Navarro   (Montevideo, 14 d'agost de 1971) és una cantant, compositora i guitarrista uruguaiana de música popular.

## Biografia
Samantha Navarro va començar a estudiar guitarra amb Mario Paysee als 14 anys. La seva formació musical va incloure també classes d'harmonia i aprofundiment en guitarra com a acompanyament amb Esteban Klísich. Arran d'una beca de sis mesos de durada que va obtenir el 1998 de part de la Societat Uruguaiana d'Intèrprets (SUDEI) també va cursar tècnica vocal amb Gilda Dolara.
El 1994 va participar en el Primer Festival de la Cançó Inèdita de Montevideo, en el qual va obtenir el Premi a Millor Autora compartit amb Inés Pierri. Junt amb ella, Francisco Lapetina i Guzmán Escardo, guanyadors d'aquest festival, va presentar a l'any següent l'espectacle Luna Nueva en la Sala Verdi. El 1995 també va realitzar, junt amb el músic Martín Buscaglia, diversos espectacles en diferents pubs de Montevideo.
El 1996 va conformar junt amb Gustavo Goldman, Gabriel Rodríguez i Jorge Rodríguez la banda anomenada Versión 3.0 amb la qual va realitzar actuacions en pubs i teatres de Montevideo i Buenos Aires. Aquest any edita amb el segell Ayuí / Tacuabé el seu primer àlbum solista. A l'any següent va emprendre una gira pels Països Baixos en el marc de la qual va oferir concerts a Altmark i Amsterdam, i es va presentar al Festival Llatinoamericà de Cinema i Literatura de Rotterdam. Aquest any també es va presentar a la Sala Vaz Ferreira i al Circo III amb la banda La Màquina del Amor conformada per ella, Gustavo Montemurro, Nicolás Ibarburu, Martín Ibarburu i Andrés Ibarburu.
Junt amb l'artista Dani Umpi va presentar l'any 1998 l'espectacle Pijama Party al Festival de Poesia Viva pel qual van obtenir el primer premi. Aquest any va rebre de la Intendència de Montevideo el premi de Fondo Capital pel seu projecte «Experimentarte» desenvolupat junt amb l'artista plàstic Diego Masi. Aquest any va editar per Perro Andaluz seu segon disc solista el qual va ser llançat també a l'Argentina pel segell Mulato músicas.
El 1999 va actuar com a telonera en els espectacles de Luis Alberto Spinetta realitzat al Cine Plaza i d'Enrique Iglesias que va tenir lloc a l'Estadi Centenario. També es va presentar al «Cicle de Música Popular Uruguaiana» a la discoteca Milenio i va actuar en Pizza Loca en el marc del cicle «Jueves Uruguayos». Així mateix va actuar junt amb Jorge Schellemberg a l'espectacle Tenemos que hablar... pero no de esas cosas que va tenir lloc a Opus 3 i en l'espai cultural «El Sótano» del Carrasco Lawn Tennis Club.
L'any 2000 edita el seu tercer àlbum solista, anomenat Tengo recuperación. El mateix va ser editat pel segell de Rubén Rada, Zapatito Records i també per Universal music. Aquest any també forma la seva banda La Dolce, amb la qual va gravar l'any 2004 un disc en viu i en el 2008 un disc d'estudi titulat Sed. La cançó «Jardín japonés» inclosa en aquest últim àlbum va ser inclosa en la llista de les «100 cançons de l'any» per la revista argentina Rolling Stone. Aquesta mateixa revista ja havia catalogat els discos solista Tengo recuperación i Poemas com un dels «discos de l'any». Amb aquesta banda va participar el 2001 en el programa «Per la porta gran» conduït per Rubén Rada.
El 2007 va gravar junt amb el cantautor Alejandro Tuana un disc doble anomenat Santuario. En el projecte que va donar origen a l'àlbum també van participar Nicolás Parrillo, Alejandro Fenocchi, Leo Sala i Luis Bravo. A l'any següent va realitzar en el programa de TV Ciudad «Sala TV» un especial on va recórrer part de la seva carrera.

## Vida privada
En 19 de febrer de 2015, va contreure matrimoni amb la uruguaiana Victòria Bugallo.

## Discografia

### Solista
- Samantha Navarro (Ayuí / Tacuabé ae155cd. 1996).
- Mujeres Rotas (Perro Andaluz 092. 1998, reeditat a l'Argentina per Mulato músicas, 1999).
- Tengo recuperación (Zapatito Records i Universal music. 2000).
- Poemas (Perro Andaluz, 135. 2002).
- Música original para Groenlandia (junt amb Federico Deutsch. Nada records. 2005).
- Volver al inicio (Bizarro Records 4726-2. 2010).
- Santuario (junt amb Alejandro Tuana. Editat per Yauguru. 2011).

### Amb La Dulce
- La Dulce en vivo (Perro Andaluz 161. 2004).
- Sed (Bizarro Records. 2008).

## Videoclips
- «Amor gringo» (cançó inclosa en Samantha Navarro. Direcció de José Luis Bono).
- «El mar en un andén» (cançó inclosa en Mujeres Rotas).
- «Terminal Tres Cruces» (cançó inclosa en Tengo recuperación).
- «Date a volar» (cançó inclosa en Poemas).
- «Gusano de seda» (cançó inclosa en La Dulce en vivo).
- «Jardín Japonés» (cançó inclosa en Sed).